# St. Laurentius (Bellershausen)

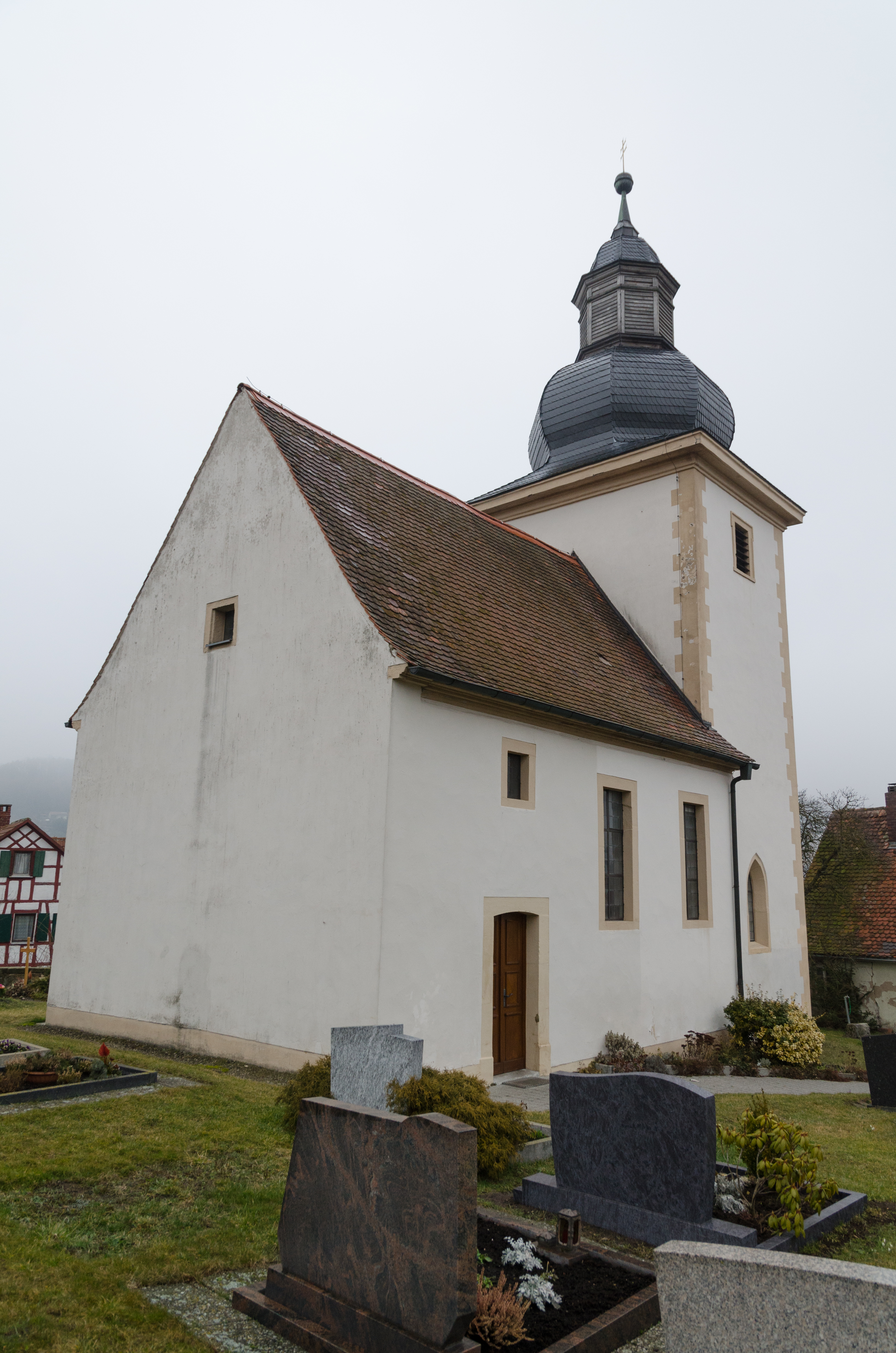
St. Laurentius (Bellershausen)

Die römisch-katholische Kuratiekirche St. Laurentius ist ein denkmalgeschütztes Kirchengebäude, das im Gemeindeteil Bellershausen der Gemeinde Diebach im Landkreis Ansbach (Mittelfranken, Bayern). steht. Das Bauwerk ist unter der Denkmalnummer D-5-71-134-4 als Baudenkmal in die Bayerische Denkmalliste eingetragen. Die Kuratie gehört zum Seelsorgebereich Ansbach Stadt und Land im Dekanat Ansbach des Erzbistums Bamberg.

## Beschreibung
Die Saalkirche mit einem mit einer Welschen Haube bedeckten Chorturm im Osten stammt im Kern aus dem 12./13. Jahrhundert. An den Chorturm wurden nach Westen das Langhaus und nach Norden die Sakristei angebaut. Der Chor, d. h. das Erdgeschoss des Chorturms, ist mit einer Flachdecke überspannt. Zur Kirchenausstattung gehören der um 1680 gebaute Hochaltar, die um 1700 errichteten Seitenaltäre und die ebenfalls um 1700 geschaffene Kanzel. An der Nordwand des Langhauses befindet sich ein Relief aus dem 1. Viertel des 16. Jahrhunderts, auf dem die Marienkrönung dargestellt ist.